# Bouligny
Bouligny é uma comuna francesa na região administrativa de Grande Leste, no departamento de Meuse. Estende-se por uma área de 10,99 km². Em 2010 a comuna tinha 2 550 habitantes (densidade: 232 hab./km²).